# Daimler-Benz DB 605
Даймлер-Бенц DB 605 (нем. Daimler-Benz DB 605) — немецкий поршневой авиационный двигатель времён Второй мировой войны. Представлял собой 12-цилиндровый двигатель жидкостного охлаждения с непосредственным впрыском топлива.
Разработан на базе Daimler-Benz DB 601; основное отличие от прототипа — увеличение диаметра цилиндров со 150 мм до 154 мм.
Применялся с 1942 по 1945 год, и стал вторым по выпуску поршневым двигателем Германии во Второй Мировой войне, после Junkers Jumo 211 (68 248 шт.). Подавляющее большинство истребителей Messerschmitt Bf 109 были оснащены этим двигателем, также применялся в Bf 110 и Me 210C, и других самолётах.
Двигатель Daimler-Benz DB 610 состоящий из двух последовательно спаренных двигателей Daimler-Benz DB 605 с одним выходным валом на воздушный винт, использовался на тяжёлом бомбардировщике Heinkel He 177, и в некоторых мелкосерийных самолётах (одна из версий Ju-288).

## История разработки
DB 605 A/B разработан на базе модели DB 601 (с инвертированным V-образным расположением цилиндров с углом развала 60 °, оснащённого приводным нагнетателем). Путём увеличения диаметра цилиндра двигателя DB-601 на 4 мм (до 154 мм), при том же ходе поршня в 160 мм, двигатель увеличили в рабочем объёме на 1,8 литра, до 35,7 литра. Ввиду расположения приводного нагнетателя с левой стороны двигателя, степень сжатия цилиндров левого и правого ряда была различной (слева 7,3 и справа 7,5) для компенсации разницы давлений во впускных трубопроводах по причине их неравной длины.
Основные отличия 605 от 601 были в:
- увеличенном объёме,
- увеличенных оборотах,
- в более высокой степени сжатия и в более мощном нагнетателе.

Летом 1943 года в Германии, в результате массированных бомбардировок союзнической дальней авиации, сильно пострадал подшипниковый завод в Швайнфурте, что привело к дефициту подшипников качения. Это вызвало необходимость перехода от шарикоподшипников к подшипникам скольжения, которые хоть и снабжались дополнительными масляными каналами для облегчения режима работы ответственных вращающихся деталей, но в сочетании с недостаточными свойствами смазочных материалов, привели к серьёзным проблемам в эксплуатации, в том числе пожарам двигателей. Использование форсированных режимов двигателей было сразу запрещено. Для восстановления возможности использования чрезвычайного режима Daimler-Benz переработал подшипники скольжения и добавил масляные каналы и масляный насос, чтобы снизить число неприятных эксцессов, таких как пожар двигателя, заклинивание коленвала и т. п. В том же 1942 году немецкие инженеры начали добавлять дисульфид молибдена в моторные масло для снижения трения, что улучшило тепловой режим двигателя на режимах взлёта, а также при форсировании закисью азота и в режиме форсирования впрыском водно-метанольной смеси MW 50. В результате можно было включить режим впрыска MW 50 (или закись азота GM-1) на частоте вращения 1900 об/мин и плавно увеличивая до 2800 об/мин, использовать этот режим не долее 10 минут. Что касается надежности, Имперское министерство авиации (RLM), считало, что по существу Daimler-Benz DB 605 был «проблемным двигателем» и фактически его проблемы не были полностью решены к концу войны.
Благодаря тщательному изучению инженеры определили, что цилиндры могут быть увеличены до большего диаметра без разрушения существующего блока. Разница была минимальной, увеличили в 601 блоке диаметр цилиндра со 150 мм до 154-мм, это увеличило объём с 33,9 до 35,7 литров в 605-х блоках. Сместили фазы газораспределения впускного тракта, изменили режимы и улучшили очистку камеры сгорания для придания большего КПД на высоких оборотах, за счёт чего увеличились максимально допустимые обороты с 2600 в минуту для DB601 и до 2800 для DB605. Комбинацией этих изменений подняли выходную мощность с 1350 л. с. до 1475 л. с.
В других соотношениях двигатель был по существу идентичен 601, будучи 12-цилиндровым, V-инвертированной (коленчатый вал выше цилиндров) конструкции и был похож внешними размерами на DB 601. Тем не менее, его вес увеличился с 700 до 756 кг.
В 1932 году изготовлен прототип перевёрнутого двигателя (коленвал сверху). Подвесное расположение агрегатов способствовало доступности головки блока цилиндров, (клапанного механизма) и свечей зажигания во время технического обслуживания. Заводился двигатель электростартером или с помощью рукоятки от внешнего маховика стартера. Кроме того, двигатель оснащался нагнетателем (Bosch AL-SGC24DR2) посредством гидравлического привода от коленчатого вала двигателя. Нагнетатель уменьшал снижение мощности мотора, вызванную разрежением воздуха на больших высотах. Высота, на которой нагнетатель сможет обеспечить такое же давление воздуха как на земле, достигала 5700 м. Давление наддува, по старым документам Daimler-Benz было умеренным и составляло 1,42 бар.
Прототипы:
- DB 605 BS: предложенный вариант DB 605AS для двухмоторных самолётов с пониженной скоростью пропеллера, не изготовлен;
- DB 605 D: по прогнозам первую версию 605 D, увеличили до высотности 6,5 км, 1,5 атм и 2800 об/мин 1 550 л. с. взлётной мощности с топливом C3;
- DB 605 L: высотность двигателя 9,8 км, D 605 D-2 с двухступенчатым нагнетателем, только прототип; взлётная мощность 1700 л. с. под топливо С3.

В DB 605AS (М) максимально подняли номинальную высоту с помощью большого нагнетателя, взятого с DB 603, но в остальном же он похож на A(M). Взлётная мощность в DB 605ASB — 1800 л. с., однако сохранили при этом отличную производительность высотного ASM.
Последним вариантом А-серии был DB 605ASC 1945 года, в котором увеличили взлётную мощность до 2000 л. с.

## Конструкция
Блок двигателя отлит из алюминиевого сплава, стальные гильзы цилиндра запрессовывались в алюминиевый блок цилиндров горячим способом. Каждый ряд цилиндров оснащался распредвалом, который через коромысла толкал клапана (четыре клапана в каждом цилиндре).
Цельнокованный коленвал весил почти 100 кг.
Двигатель имел сдвоенное магнето зажигания Z.M. 12CR8 от Bosch с двумя свечами зажигания Bosch DW 250ET7 в цилиндре, для тех случаев, когда основное зажигание откажет, его продублирует резервное зажигание.
Порядок работы цилиндров двигателя: 1-8-5-10-3-7-6-11-2-9-4-12.

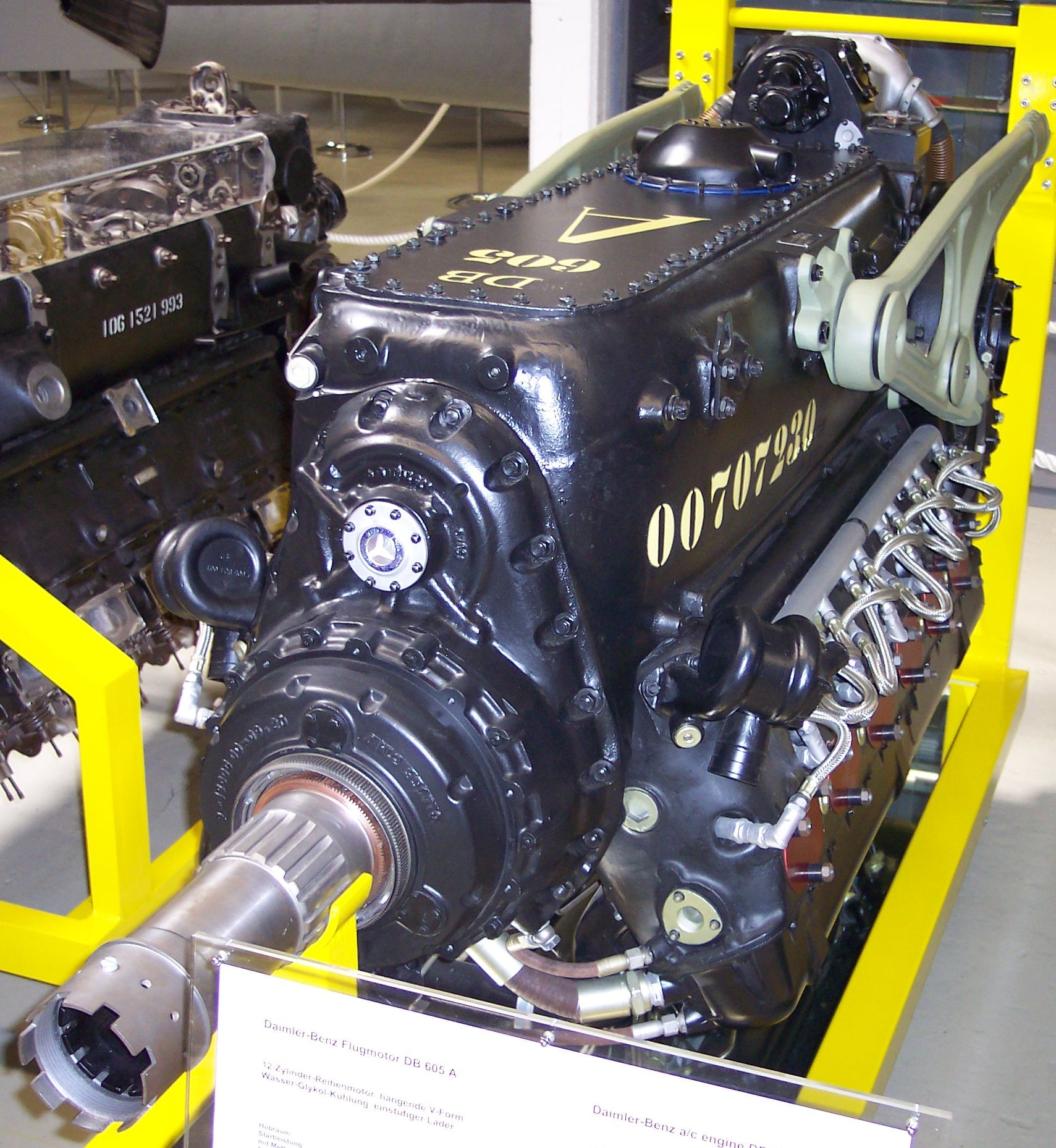
Двигатель Daimler-Benz DB 605A

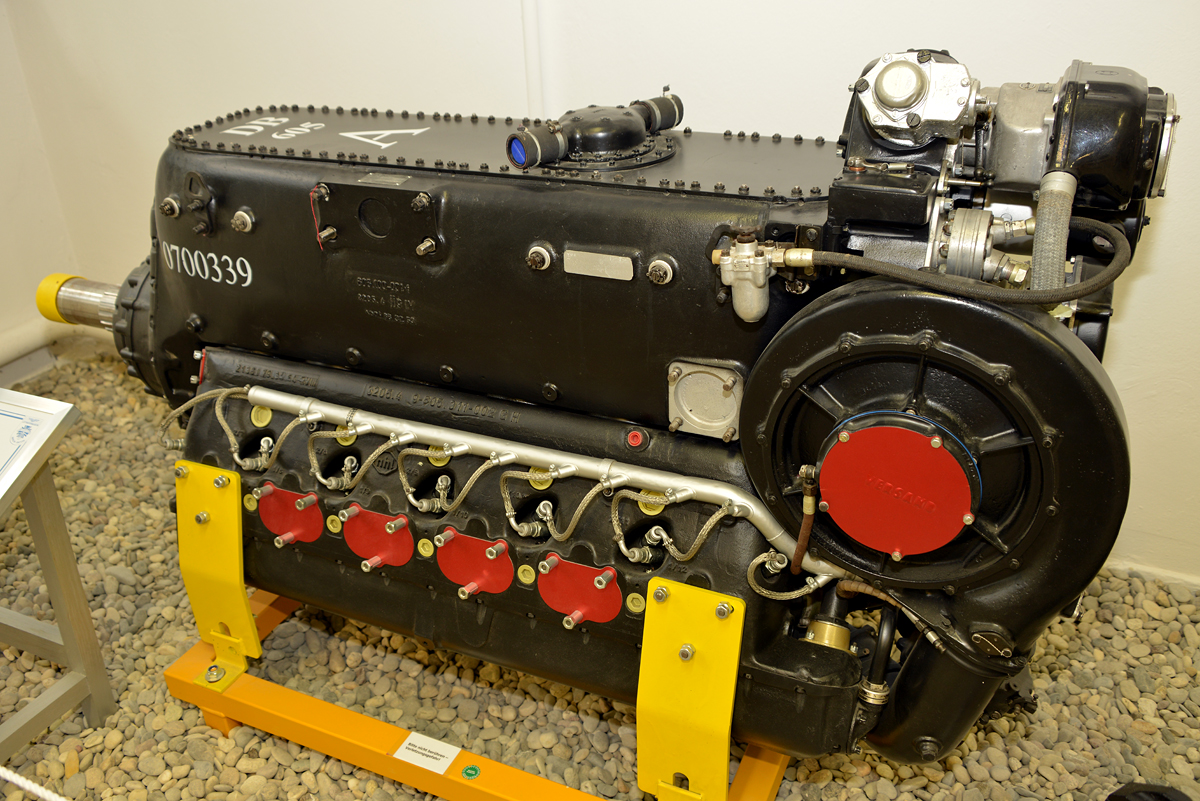
Двигатель Daimler-Benz DB 605A

Двигатель оснащался редуктором с цилиндрическими шестернями в соотношении 1,685:1 (DB 605А) или 1,875:1 (DB 605B). При вращении двигателя в 2800 об/мин 1, воздушный винт вращался с частотой 1660 об/мин в DB 605А или 1495 об/мин в DB 605В.
Для привода нагнетателя использовалась барометрически контролируемая гидромуфта, которая позволяла системе автоматически компенсировать изменения в высоте.
В масляной системе работали три насоса с отдельным масляным баком для моторного масла объёмом 36,5 литров. Была распространена система смазки с сухим картером, состоящая из трёх масляных насосов.
Выхлопные клапаны охлаждаемые, с натрием в полости стержня.
Топливная система: подача топлива в камеры сгорания (Zur Brennstoffversorgung diente eine Benzindirekteinspritzung) осуществлялась с помощью механического 12-ступенчатого ТНВД (Bosch PZ 12HP110/19) с давлением впрыска до 90 бар. Расход топлива был, в зависимости от уровня мощности, 180—400 литров в час.

### Топливо
Стандартное топливо имело октановое число 87, но можно было использовать с октановым числом 100.
Как и 601, 605 был разработан для работы на топливе «B4» с октановым числом 87. В 1944 году был введен ряд новых модификаций, что позволило двигателю работать на бензине с октановым числом 100 «C3» и, в том числе, с аппаратурой для различных дополнительных электрических систем форсировки, таких как системы впрыска метанола и воды MW 50, и система впрыска закиси азота GM-1.
DB 605AM, работавший изначально на C3 и MW 50, развил мощность 1800 л. с. на взлётном режиме. В середине 1944 года регламент для C3 был исключен и применялось стандартное топливо B4 с MW 50.
Уже в 1942 году Daimler-Benz работает над обновлённой серией двигателей D, которые могут работать на любом из видов топлива С2 или С3. Первая из них, которая появилась в конце 1944 года, была небольшой серии DB 605DM, а затем в основной производственной серии, DB 605DB/DC. Эти двигатели были оснащены регулировочным винтом дросселя, который позволил использовать либо топливо B4 с MW 50 или топливо С-3 без MW 50, и в этом случае двигатель был обозначен DB 605DB, либо использовали топливо C3 с MW 50, в этом случае двигатель обозначался суффиксом — DC. В варианте DB-суффикс обозначает двигатель мощностью 1800 л. с. на взлётном режиме с наддувом в 1,8 атм, в то время как DC был способен выдать 2000 л. с. при наддуве в 1,98 атм Если MW 50 был недоступен для использования с топливом B4, дроссель был ограничен до 1,45 атм в течение всего полёта. Таким образом, эта серия была идеальной для применения в хаотической ситуации с поставками топлива, имевшейся в последние месяцы существования Третьего рейха. Эти двигатели в основном использовались в Bf 109G-10 и серии K-4.

### Дополнительное оборудование
Для повышения мощности, использовались системы MW 50 или GM-1.
MW 50
Система MW 50 состояла из метанола и воды в соотношении 50:50 — впрыск, для охлаждения наддувочного воздуха, увеличивая антидетонационные свойства топливно-воздушной смеси; при этом мощность двигателя возрастала. С учётом высокого давления наддува, мощность двигателя возрастала во всех диапазонах высоты.
Объема водно-метанольной смеси (например, DB 605D из Bf 109 К-4) в 70 литров было достаточно на 26 минут полёта. Тем не менее, машина могла работать непрерывно на этом высоком уровне мощности не более десяти минут, в противном случае возможны повреждения двигателя. Тем не менее, в особых случаях, при высотах около 8,5 км, аварийной ситуации или на земле, при частоте вращения 2800 об/мин необходимо было MW-прокачку отключить и поставить силовые рычаги на замок. Устройство форсировки не могло безопасно запускаться на 8,5-километровой высоте, для её запуска требовалось снизиться на 1 км и сбросить обороты двигателя до 1900, после включения [MW 50] нужно было плавно увеличивать частоту вращения, чтоб не испортить двигатель.
Впрыск MW 50 с 1944 года стал стандартным оборудованием в истребительной авиации на Messerschmitt Bf 109 G-14 / G-10 / К-4.
GM-1
Система GM-1 используется примерно с двухкилометровой высоты, для увеличения мощности. Двигатель использует жидкую закись азота (веселящий газ).

## Варианты

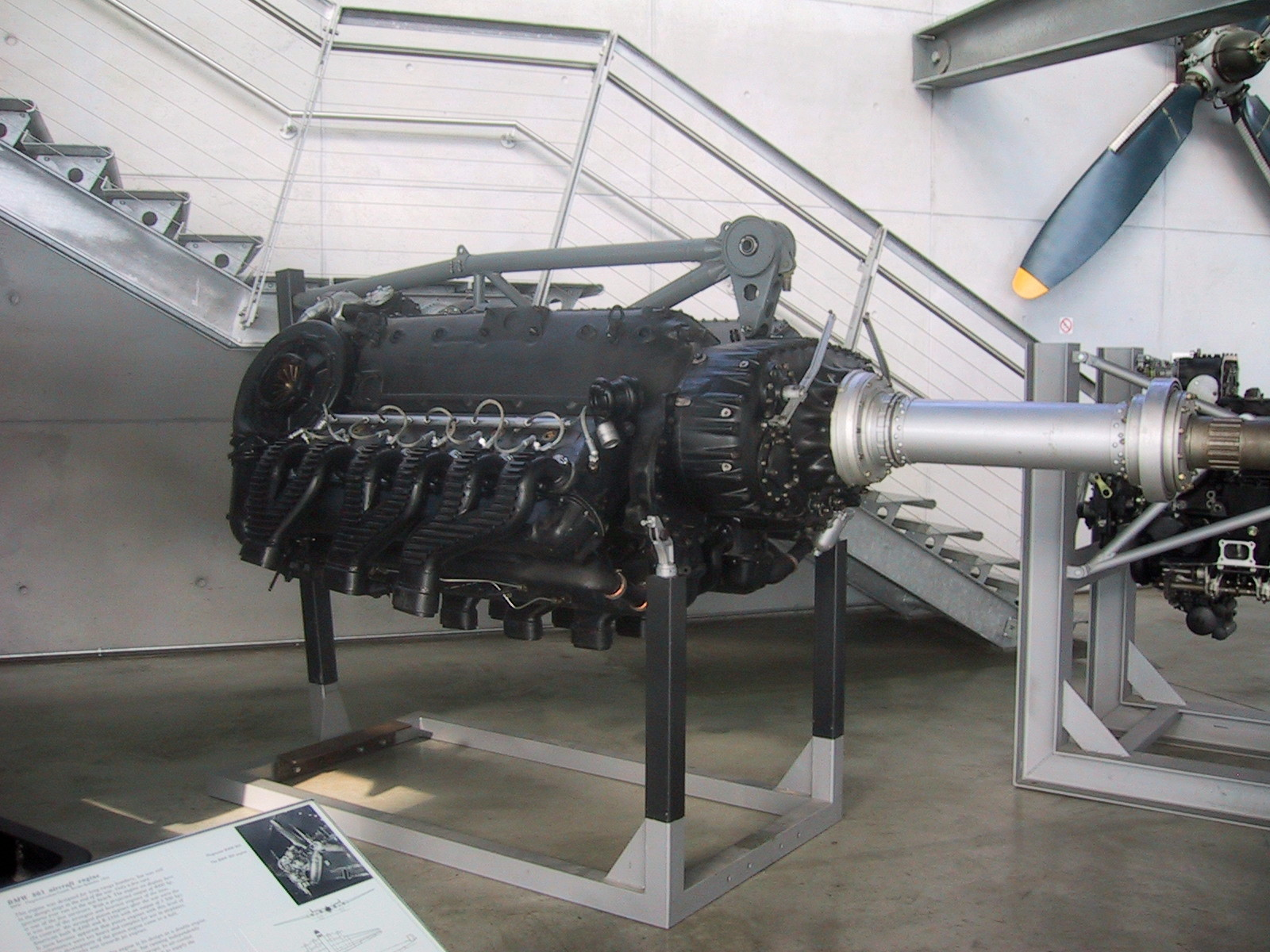
DB 610

Производственные версии;
DB 605 А (М)Стандартный истребительный двигатель, до 2000л. с., 605 АМ с MW 50 системы до 1800 л. с.
DB 605 AS (М)Высотная, оптимизированная версия 605 с использованием большого нагнетателя DB 603, до 1435 л. с., ASM с системой MW 50 до 1800 л. с.
DB 605 ASB (М)Высотная, оптимизированная в конце войны версия 605, под топливо B4, ASBM с системой MW 50 до 1800 л. с.
DB 605 ASC (М)Высотная, оптимизированная в конце войны версия 605, под топливо C3, ASCM с системой MW 50 до 2000 л. с.
DB 605 Bто же, что и 605 А, но для использования в двухмоторном самолёте, типа Messerschmitt Bf 110, Me 210 (разные опоры/передаточное отношение)
DB 605 BSпредложенный вариант для двухмоторных самолётов, полученных из DB 605 AS
DB 605 DBулучшенный 605 DM, стандартное оборудование MW 50, первая версия до 1850 л. с., позднее снижена до 1800 л. с., топливо В4
DB 605 DCулучшенный 605 DM, стандартное оборудование MW 50, до 2000 л. с. топливо С3
DB 605 DMПрежняя DB 605 D версия, стандартное оборудование MW 50, до 1700 л. с.
DB 605 Eпредложенный вариант для двухмоторных самолётов, полученных из DB 605 D
DB 605 LПодобен DB 605 D, но с двухступенчатым нагнетателем, 2000+ л. с.
Fiat RA.1050 R.C.58 TifoneПроизводившиеся в Италии по лицензии фирмой Fiat DB 605A-1.
DB 610Два DB 605 «объединённые» (направлены вместе) с единой «системой питания» (71.53L / 4364.8in3), для работы на одном карданном вале для использования в Heinkel He 177, до 2950 л. с. на взлётном режиме, 2788 л. с. при 2100 мин.
- DB 610 А: Двигатель для левого расположения;
- DB 610 B: Двигатель для правого расположения в тяжелых бомбардировщиках Heinkel He 177 и в экспериментальной авиации: использовали в Messerschmitt Me 261 V3[7]

DB 610 был разработан из DB 605 и состоит из двух спаренных DB 605, которые работают на единый карданный вал через общую передачу. DB 610 использовался исключительно в тяжелых бомбардировщиках Heinkel He 177 Greif в варианте А-3.
Также:
- DB 616: развитие DB 605.
- DB 620: Сочетание двигателей DB628.
- DB 621: DB 605, оснащённый двухступенчатым приводным нагнетателем
- DB 625: DB 605, оснащённый турбонагнетателем
- DB 628: DB 605, оснащённый двухступенчатым приводным нагнетателем

Примечание: Все номинальные мощности в л. с. (метрической лошадиной силы). Если не указана иная взлётная/чрезвычайная мощность на уровне моря.

## Применение и оценка
Применялся в:

DB 605

 Германия
- Messerschmitt Bf 109
- Messerschmitt Bf 110
- Messerschmitt Me 210

 Италия
- Caproni Campini Ca.183bis (планировался)
- Fiat G.55
- Macchi C.205
- Reggiane Re.2005
- Savoia-Marchetti SM.91
- Savoia-Marchetti SM.92
- Savoia-Marchetti SM.93

 Швеция
- Saab 18B, T
- Saab 21

 Финляндия
- VL Pyörremyrsky

 Румыния
- IAR 471

DB 610
- Dornier Do 317B
- Heinkel He 177A-3 и A-5
- Messerschmitt Me 261V3

По лицензии Daimler-Benz DB 605 производился в Италии, где применялся на истребителях Macchi, Fiat, Reggiane и в некоторых других итальянских самолётах. Эти двигателя применялись и на шведском двухбалочном истребителе Saab J21, вплоть до 1949 года. Всего было изготовлено около 42 400 DB 605 всех видов.
Двигатель был не совсем удачен, нередки были пожары, из-за подшипников скольжения.
В DB 605А, а также DB 605D были проблемы с надежностью. А из-за частых пожаров двигателей осенью 1942 года мощностью на 1475 HP, при наддуве 1,42 бар изменили (установка дроссельной заслонки для запуска и аварийного питания временно механически заблокирована на мин-1 для максимальной мощности, поэтому летали на боевой мощности 1310 PS, наддуве 1,3 атм, при 2600 об/мин). После прохождения различных испытаний, включая слив смазки по пузырям в масле нашли проблему.
После улучшений, таких как, больший резервуар для масла, охладитель масла и масляных трубок (для устранения пузырьков в масле), все это позволило почти весь лимит установленной мощности в 1310 л. с. осенью 1943 года снять и вернуть под контроль дроссель аварийного мощности.
Когда на DB 605D из-за уменьшения качества авиационного топлива B4 и работы при высоких давлениях наддува произошли частые разрывы двигателей и задиры поршней, изменение в зажигании всего на 5 градусов позже позволило решить проблему.

## Сохранившиеся экземпляры
Двигатели DB 605 сохранились в:
- Музей королевских военно-воздушных сил (Лондон)
- Национальный музей авиации и космонавтики (Вашингтон)

Восстановленные:
Hispano Aviación HA-1112 — восстановленный по лицензии Messerschmitt Bf 109 G-2 был восстановлен EADS/Messerschmitt Foundation в Германии с двигателем DB 605 [прояснить]

## Технические характеристики (DB 605AM)
Мощность:

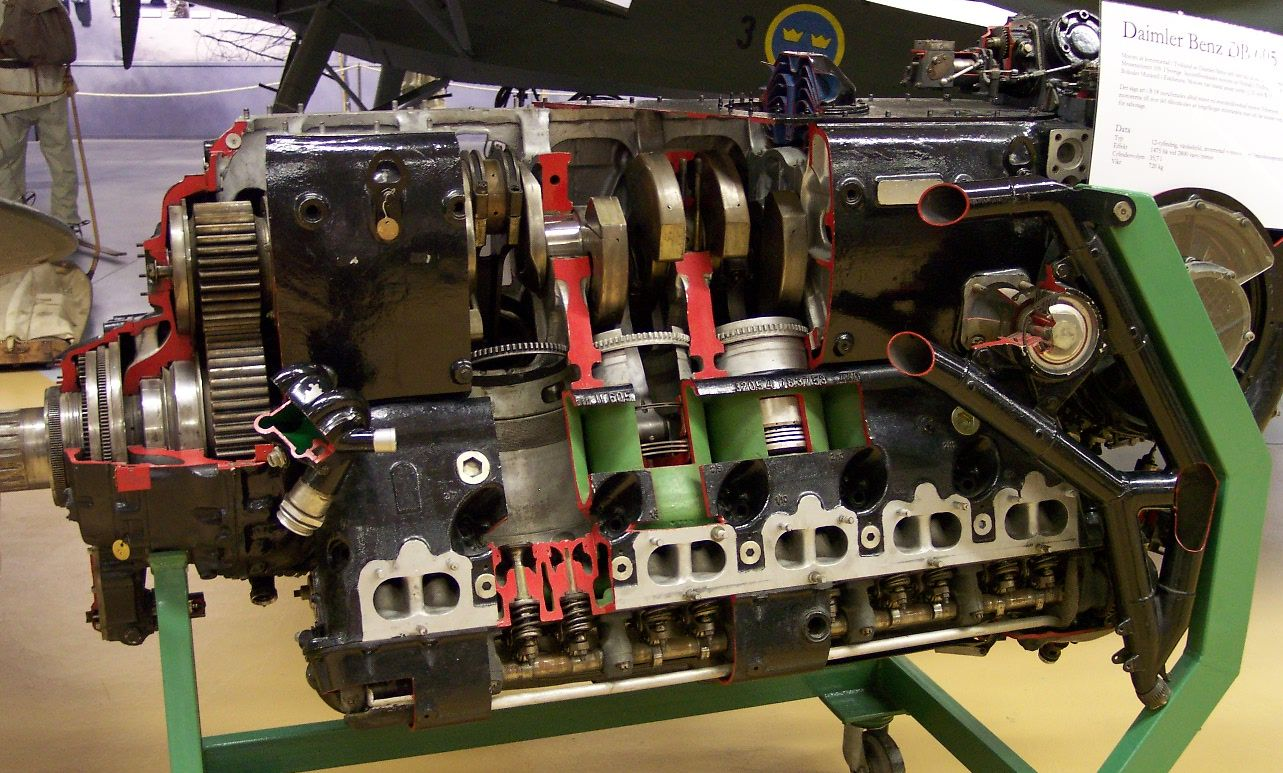
Частично разобранный DB 605

- 1324 кВт (1800 PS / 1775 л. с.) при 2800 об/мин. на взлётном режиме с впрыском MW 50
- 1250 кВт (1700 PS / 1677 л. с.) при 2800 об/мин. на высоте 4000 м для максимальной мощности с впрыском MW 50
- 794 кВт (1,080 PS / 1065 л. с.) при 2300 об/мин. на высоте 5500 м на максимальной непрерывной мощности оборотах в минуту.